# Control Denied
Control Denied fue una banda estadounidense de metal progresivo formada en 1996 por Chuck Schuldiner, vocalista, guitarrista y líder de la agrupación de death metal técnico Death. 
El proyecto fue interrumpido por el álbum The Sound of Perseverance de Death en 1998, pero finalmente fue lanzado su disco debut en 1999. Un segundo trabajo discográfico, llamado tentativamente When Man And Machine Collide, fue parcialmente grabado, debido a la muerte de Schuldiner en el 2001, hecho que paralizó las grabaciones. Los miembros restantes expresaran su deseo de terminar el disco. Pero existe una disputa legal por los derechos del disco con Karmageddon Media, que pospuso las grabaciones y parte de esas grabaciones incompletas fueron lanzadas en el compilatorio Zero Tolerance una compilación de dos discos con lados b y temas inéditos compuestos por Chuck Schuldiner.

## Discografía
- The Fragile Art of Existence (1999)
- When Man and Machine Collide (incompleto/nunca lanzado)

## Miembros
- Chuck Schuldiner - Guitarras (1996 a 2001), Voces (1996-1998)
- Steve DiGiorgio - Bajo (1999-2001)
- Shannon Hamm - Guitarras (1997-2001)
- Tim Aymar - Voces (1998-2001)
- Richard Christy - Batería (1997-2001)
- Chris Williams - Batería (1996)
- Scott Clendenin - Bajo (1997-1999)